# Pere
Pere község Borsod-Abaúj-Zemplén vármegyében, a Gönci járásban.

## Fekvése
A Hernád bal partján fekszik, Hernádbűd és Felsődobsza között, a megyeszékhely Miskolctól 38 kilométerre északkeletre.
A vízitúra-útvonalakat leszámítva csak közúton közelíthető meg: Abaújszántó és Hernádszentandrás felől a 3704-es, Gibárt-Hernádbűd felől pedig a 3707-es úton. A közösségi közlekedés járatai közül a Volánbusz 3816-os buszjáratával közelíthető meg.

## Története
A Hernád partján fekvő települést 1282-ben említik először, mint a Bárca-nemzetség birtokát.
A törökök sokáig nem foglalták el, mert a Hernád természetes védvonalat képezett, de 1640-ben török hódoltság alá került a falu. A lakosság többször is elmenekült, nemcsak a török időkben, hanem a Rákóczi-szabadságharc alatt is.
Földesurai, a Bárczayak szlovákokkal telepítették be. A Bárczayak építtették a kastélyt is 1830 körül.
A fallal körülvett nemesi udvarház kőből épült.

## Közélete

### Polgármesterei
- 1990–1994: Gazsi Barnabás (független)[4]
- 1994–1998: Bártfai Pál (független)[5]
- 1998–2002: Bártfai Pál (független)[6]
- 2002–2006: Bártfai Pál István (független)[7]
- 2006–2010: Bártfai Pál (független)[8]
- 2010–2014: Blaskó István (független)[9]
- 2014–2019: Blaskó István (független)[10]
- 2019–2024: Hornyik Bertalan (független)[11]
- 2024– : Hornyik Bertalan (független)[1]

## Népesség
A település népességének változása:
| Lakosok száma | 339  | 344  | 340  | 321  | 318  | 313  | 345  | 328  |
|               | 2013 | 2014 | 2015 | 2019 | 2021 | 2022 | 2023 | 2024 |

2001-ben a település lakosságának 90%-a magyar, 10%-a cigány nemzetiségűnek vallja magát.
A 2011-es népszámlálás során a lakosok 97,2%-a magyarnak, 25,2% cigánynak, 0,3% horvátnak, 12,9% egyéb nemzetiségűnek mondta magát (2,8% nem nyilatkozott; a kettős identitások miatt a végösszeg nagyobb lehet 100%-nál). A vallási megoszlás a következő volt: római katolikus 63,1%, református 14,5%, görögkatolikus 14,5%, evangélikus 0,3%, felekezeten kívüli 0,9% (6% nem válaszolt).
2022-ben a lakosság 95,5%-a vallotta magát magyarnak, 21,1% cigánynak, 0,3-0,3% ukránnak, szerbnek és románnak, 1% egyéb, nem hazai nemzetiségűnek (4,5% nem nyilatkozott; a kettős identitások miatt a végösszeg nagyobb lehet 100%-nál). Vallásuk szerint 58,1% volt római katolikus, 11,8% református, 8,3% görög katolikus, 1,3% egyéb keresztény, 3,8% felekezeten kívüli (16,6% nem válaszolt).

## Környező települések
Hernádbűd 2 km-re, Hernádszentandrás 3 km-re. A legközelebbi városok: Abaújszántó 6 km-re és Encs 9 km-re.

## Nevezetességek
- Bárczay-kastély